# Antiobjetivo
En farmacología, un antiobjetivo (o antitarget ) es un receptor, enzima u otro objetivo biológico que, cuando se ve afectado por un medicamento, provoca efectos secundarios no deseados. Durante el diseño y desarrollo de los medicamentos, es importante que las compañías farmacéuticas se aseguren de que los nuevos medicamentos no muestren una actividad significativa en ninguno de los diversos antiactivos, la mayoría de los cuales se descubren en gran parte por casualidad.
Entre los antiobjetivos más conocidos y más importantes están el canal hERG y el receptor 5-HT 2B, los cuales causan problemas a largo plazo con la función cardíaca que pueden resultar fatales ( síndrome del QT largo y fibrosis cardíaca, respectivamente), en una pequeña pero impredecible proporción de usuarios.  Ambos de estos objetivos se descubrieron como resultado de los altos niveles de efectos secundarios distintivos durante la comercialización de ciertos medicamentos y, mientras que algunos medicamentos antiguos con una actividad importante de hERG todavía se usan con precaución, la mayoría de los medicamentos que son potentes agonistas de 5-HT2B se retiraron del mercado, y cualquier compuesto nuevo casi siempre se suspenderá de su desarrollo posterior si la selección inicial muestra una alta afinidad por estos objetivos.
El agonismo del receptor 5-HT 2A es un antiagregante debido a los efectos alucinógenos con los que están asociados los agonistas del receptor 5-HT 2A . Según David E. Nichols, "Las discusiones a lo largo de los años con muchos colegas que trabajan en la industria farmacéutica me informaron que si al detectar un nuevo fármaco potencial se encuentra que tiene actividad agonista de la serotonina 5-HT 2A, casi siempre señala el final para Cualquier desarrollo posterior de esa molécula ".  Sin embargo, hay algunas excepciones, por ejemplo, efavirenz y lorcaserin, que pueden activar el receptor 5-HT 2A y causar efectos psicodélicos en dosis altas.